# Приаральские Каракумы
Приаральские Каракумы — песчаная пустыня в Приаралье, Казахстан. Расположена к северо-востоку от Аральского моря, с юга ограничена рекой Сырдарья. Большая часть территории пустыни находится в пределах Аральского и Казалинского районов Кызылординской области; небольшая часть входит в юго-восточную окраину Актюбинской области и юго-западную окраину  Улытауской области.

## Природа
Местность представляет собой слабо холмистую равнину, общий уклон местности — к Аральскому морю. Абсолютные отметки рельефа — от 55 до 118 м.
Территория занята бугристо-ячеистыми песками, закреплёнными полукустарниковой растительностью. Высота песчаных бугров и гряд 5−25 м, глубина ячей — 3−8 м.
По всей территории распространены котловины, во многих из которых находятся солончаки и такыры — глинистые участки, имеющие в сухое время года твёрдую, растрескавшуюся поверхность. Во время дождей и снеготаяния такыры и солончаки размокают и становятся труднопроходимыми.
На территории отсутствуют реки с постоянным водотоком. Вода бывает в промоинах в период таяния снега и весенних дождей.
Растительность пустынная, представлена травами, полукустарниками (ковыль, полынь, биюргун) и кустарниками (тамариск, джузгун). Повсеместно распространён жантак (верблюжья колючка). Эндемичный вид растения, характерный для Приаральских Каракумов — тюльпан Борщова, цветущий в апреле.

## Климат
Климат резко континентальный, засушливый, с большими колебаниями сезонных и суточных температур воздуха, малым количеством осадков (около 120 мм в год).
Зима (середина ноября — середина марта) с переменной облачностью и частыми туманами. Средняя температура воздуха днем −5…−10 °C, ночью до −20…−25 °C (минимальная −42 °C). Устойчивые морозы начинаются в декабре. В любой месяц зимы возможны оттепели. Осадки выпадают преимущественно в виде снега. Снежный покров образуется во второй половине декабря и держится до конца марта; толщина его обычно не превышает 16 см (в снежные зимы до 30 см). Средняя глубина промерзания грунта 1,3 м.
Весна (середина марта — апрель) тёплая с неустойчивой погодой в первой половине. Температура воздуха в начале сезона днем −1…−10 °C, ночью до −10 °C; в конце сезона днем до +25 °C, ночью от −1 °C до +8 °C. Осадки выпадают в виде кратковременных дождей, иногда со снегом.
Лето (май — середина сентября) характеризуется устойчивой жаркой сухой и малооблачной погодой. Температура воздуха днем +30…+35 °C (максимальная +43 °C), ночью температура опускается до +15…+18 °C. Летом часто бывают суховеи (пыльные бури), которые поднимают в воздух песок и пыль.
Осень (середина сентября — середина ноября) — в первой половине сухая и тёплая, во второй облачная и прохладная. Температура воздуха днем +5…+25 °C, ночью −5…+5 °C. Осадки выпадают в виде моросящих дождей, во второй половине ноября выпадает мокрый снег.
Ветры весной и летом преимущественно западные и северо-западные, осенью и зимой восточные и северо-восточные. Преобладающая скорость ветра 3…7 м/с. В течение всего года (особенно в зимний и весенний период) часто наблюдаются сильные штормовые ветры со скоростью 15 м/с и более (45 дней за год).
Среднее число дней с явлениями погоды за год: осадки 54 (январь 7, июнь 3), туман 26, метель 10, гроза 12. Число ясных дней по общей облачности — 119, пасмурных по нижней облачности — 17.

## Хозяйственное использование
Благодаря высокому уровню залегания грунтовых вод (так как в песчаных пустынях осадки просачиваются в почву, не успевая испариться) в Приаральских Каракумах растительность богаче, чем в прилегающих глинистых пустынях, что создаёт здесь благоприятные условия для пастбищного животноводства (овцеводство, верблюдоводство). Имеется большое количество колодцев и артезианских скважин
для водопоя скота, а межбарханные понижения рельефа служат укрытием от сильных ветров, пыльных бурь, метелей. Таким образом, Приаральские Каракумы активно и круглогодично используются для выпаса скота.